# أليكساندر غوميز
أليكساندر غوميز (بالبرتغالية: Alexandre Gomes‏) هو لاعب بوكر ومحامي برازيلي، ولد في 24 يوليو 1982 في كوريتيبا في البرازيل.